# Gwendolyn Leick
Gwendolyn Leick (Áustria, 1951) é uma antropóloga, assirióloga e escritora austríaca.  É autora de diversas publicações sobre o Antigo Oriente Próximo, incluindo obras como "A Dictionary of Ancient Near Eastern Mythology" ou "Sex and Eroticism in Mesopotamian". Também actua como guia de turismo cultural no Médio Oriente, dando conferências sobre história, arqueologia e antropologia.

## Obras
Gwendolyn até agora publicou 10 livros:
- Mesopotamia: The Invention of the City (2001)
- The Babylonians (2002)
- A Dictionary of Ancient Near Eastern Mythology (1988)
- The Babylonian World (2007)
- Sex and Eroticism in Mesopotamian (1994)
- The A to Z of Mesopotamia (The A to Z Guide Series) (2010)
- Tombs of the Great Leaders: A Contemporary Guide (2013)
- A Dictionary of Ancient Near Eastern Architecture (1988)
- Who's Who in the Ancient Near East (1999)
- Historical Dictionary of Mesopotamia (2003)